# Schlotheimia wallisii
Schlotheimia wallisii là một loài Rêu trong họ Orthotrichaceae. Loài này được Müll. Hal. miêu tả khoa học đầu tiên năm 1872.